# Elegia Eterna
Elegia Eterna és una obra per a veu i piano del compositor català Enric Granados i amb text d'Apel·les Mestres.

## Context històric
A principis del segle XX Barcelona gaudia d'un clima d'estabilitat i prosperitat socioeconòmica que van convertir la ciutat en una de les capitals més importants d'Europa i que va afavorir la producció cultural en tots els seus àmbits, incloent-hi el desenvolupament de diversos gèneres musicals. L'interès pel desenvolupament de la cançó en català provenia des de la Renaixença amb Anselm Clavé. Els compositors de principis del segle XX buscaren en la cançó catalana el seu esperit comunitari i l'uniren amb l'estil neoromàntic conseqüent a la introducció de la germanofilia en la intel·lectualitat catalana i espanyola. El context sociocultural barcelonès de l'època va permetre que la cançó catalana passes a poc a poc del saló burgès a la sala de concert, amb la consegüent professionalització dels intèrprets vocals.

## Context biogràfic
Enric Granados escriu la seva primera cançó catalana de concert, La Boyra, el 1900. A partir d'aquesta data el compositor només escriurà cançons de concert en català, sempre orientades fora del saló, a l'auditori, i dirigides a un públic en un ambient regenerador. És important emfatitzar el fet que les cançons que Granados escriu en català son compostes amb trets estilístics musicals que les diferencien d'aquelles escrites en espanyol.
Aquesta focalització en la cançó catalana possiblement fou degut a les seves circumstàncies personals. La seva família, cada cop més nombrosa, obligà al compositor a mantenir la seva vida professional centrada en Barcelona, la seva ciutat de residència. L'última cançó que escrigué en català fou Elegia Eterna.
Es desconeix l'any exacte de composició d'Elegia Eterna, ja que la partitura original no ha sigut localitzada. Es té constància de tres versions: la "original" per a veu i orquestra, i dues adaptacions, una per a veu i cor i una per a veu i piano.
Als arxius de l'Orfeó Català hi trobem la partitura per a veu i piano dedicada "A María Barrientos", i el manuscrit de copista per a veu i cor.
L'obra va ser estrenada en la seva versió coral el 20 de juny de 1914 a Londres al Royal Albert Hall amb María Barrientos com a solista. Posteriorment fou interpretada el 31 de gener de 1915 en versió per a veu i orquestra al Palau de la Música Catalana, de nou amb María Barrientos com a solista.

## Composició
L'obra segueix l'estructura marcada pel poema que està format per quatre estrofes de quatre versos. La cançó té forma estròfica (AA') amb l'única diferència entre A i A' en els últims compassos de A' que canvien per finalitzar la obra. La primera part A correspon a les dues primeres estrofes, mentre la segona part A' correspon a les últimes dos.
L'obra és harmònicament simple, tot i que Granados juga amb la indeterminació tonal. La funció de l'acompanyament al llarg de l'obra és la de sostenir la veu, amb pocs moments de protagonisme. Per una altra banda, la melodia cantada per la veu és d'estil recitatiu aparentment lliure i està en perfecta conjunció amb les inflexions i accentuacions del text. És aquest aspecte lliure, amb l'acompanyament mesurat i contingut, el que produeix un efecte emotiu tan poderós, i on radica la bellesa de l'obra.

## Text
Al programa del concert del 31 de gener de 1915 trobem el text complet del poema d'Apel·les Mestres Aquest poema forma part de la seva obra Cants íntims (1906), dins de la secció "Esbarjos". Com diu el títol, el poema és una elegia, una composició poètica que lamenta algun fet, en aquest cas l'amor no correspost. Es narra l'argument a través d'elements de la natura.
Elegia Eterna
El papelló no li ha dit mai, no gosa

revelar-li son mal,

però glateix d'amor per una rosa

que idolatra a la brisa matinal.

La brisa matinal enamorada,

per la boira's desviu,

i la boira, perduda i afollada,

decandint-se de amor adora al riu.
Mes ai! El riu enjogassat fugia,

de penyal en penyal;

la boira enamorada al riu seguia

i a la boira la brisa matinal.

En tant, veient-se abandonada i sola,

s'ha desfullat la flor,

i al demunt d'aquell tronc sense corola

s'atura'l papelló, clou l'ala i mor.